# Vellamo
Vellamo är vattnets, sjöarnas och älvarnas gudinna i finsk mytologi. Hon tillbads av sjömän och fiskare för vackert väder och fiskelycka. Hon beskrivs som lång och vacker och klädd i en klädnad av sjöskum. 
Asteroiden 2827 Vellamo har fått sitt namn efter denna mytologiska figur.